# Jacinto Espinoza
Jacinto Alberto Espinoza Castillo (* Bahía de Caráquez, Provincia de Manabí, Ecuador, 24 de noviembre de 1969) es un exfutbolista ecuatoriano que jugaba de arquero, su último equipo fue el León Carr de Tungurahua hasta junio del 2011.

## Trayectoria
Con apenas 16 años se fue a probar a Barcelona y a Emelec pero no lo tomaron en cuenta en ninguno de los dos clubes. Luego se fue al Unión Juvenil y después al Club Deportivo Eugenio Espejo, ambos de su tierra natal.
Volvió nuevamente a Guayaquil a probar suerte y fue aceptado por Filanbanco, su primer club en Primera División. En 1992 fue convocado a la Selección Sub-23 para el Preolímpico de Paraguay. Tuvo una destacada actuación y fue fichado por el Emelec. Al siguiente año pasó al Delfín de Manta y luego jugó media temporada en el extranjero, en el Alianza Lima de Perú.
En 1994 vuelve al Emelec y queda campeón ese año. En 1997 se fue a jugar a la LDU de Quito y sale campeón en dos ocasiones. Luego de descender con la LDU de Quito se fue a la Espoli, donde estuvo un año. Después de su paso en la Espoli, jugó también en el Manta FC, en 2002 regresa a LDU de Quito donde juega hasta 2005 para después seguir su carrera en Macará, Deportivo Azogues, Espoli, UTC y León Carr.
Ostenta el récord de imbatibilidad en el fútbol ecuatoriano con 833 minutos sin recibir gol. Lo hizo atajando para el Delfín SC (103 minutos) y Emelec (730 minutos), desde el 2 de mayo de 1993 al 12 de junio de 1994.
Es uno de los ídolos de la historia de LDU de Quito, equipo con el que fue campeón en 4 oportunidades. Considerado de los mejores porteros de la historia de "La Bordadora" y recordado por su gran parecido con el arquero colombiano René Higuita.

## Selección nacional
Ha sido internacional con la Selección de fútbol de Ecuador en 38 ocasiones. Su debut fue el 24 de mayo de 1992 contra Guatemala en un partido amistoso.

### Participaciones enEliminatorias al Mundial
| Eliminatoria                                | Sede del Mundial       | Posición               | Resultado   | PJ | GR  | VI |
| ------------------------------------------- | ---------------------- | ---------------------- | ----------- | -- | --- | -- |
| Eliminatorias Mundial de USA 1994           | Estados Unidos         | 4°lugar 5pts Grupo B   | Eliminado   | 8  | -7  | 3  |
| Eliminatorias Mundial de Francia 1998       | Francia                | 6°lugar 21pts          | Eliminado   | 0  | 0   | 0  |
| Eliminatorias Mundial de Corea y Japón 2002 | Corea del Sur y Japón  | 2°lugar 31pts          | Clasificado | 0  | 0   | 0  |
| Eliminatorias Mundial de Alemania 2006      | Alemania               | 3°lugar 28pts          | Clasificado | 2  | -3  | 0  |
| Total en Eliminatorias                      | Total en Eliminatorias | Total en Eliminatorias | 2/4         | 10 | -10 | 3  |

### Participaciones enCopas América
| Torneo                 | Sede                   | Resultado              | PJ | GR | VI |
| ---------------------- | ---------------------- | ---------------------- | -- | -- | -- |
| Copa América 1993      | Ecuador                | Cuarto lugar           | 5  | -5 | 1  |
| Copa América 1995      | Uruguay                | Fase de grupos         | 0  | 0  | 0  |
| Copa América 2004      | Perú                   | Fase de grupos         | 1  | -2 | 0  |
| Total en Copas América | Total en Copas América | Total en Copas América | 6  | -7 | 1  |

## Clubes
| Club              | País    | Año         |
| ----------------- | ------- | ----------- |
| Filanbanco        | Ecuador | 1989 - 1990 |
| Valdez            | Ecuador | 1991        |
| Emelec            | Ecuador | 1992        |
| Delfín SC         | Ecuador | 1993        |
| Alianza Lima      | Perú    | 1993        |
| Emelec            | Ecuador | 1994 - 1996 |
| LDU de Quito      | Ecuador | 1997 - 2000 |
| Espoli            | Ecuador | 2001        |
| Manta FC          | Ecuador | 2002        |
| LDU de Quito      | Ecuador | 2002 - 2005 |
| Macará            | Ecuador | 2006 - 2007 |
| Deportivo Azogues | Ecuador | 2008        |
| Espoli            | Ecuador | 2009        |
| U.T.C             | Ecuador | 2010        |
| León Carr         | Ecuador | 2011        |

## Palmarés
| Título                 | Club         | País    | Año  |
| ---------------------- | ------------ | ------- | ---- |
| Campeonato Ecuatoriano | Emelec       | Ecuador | 1994 |
| Campeonato Ecuatoriano | LDU de Quito | Ecuador | 1998 |
| Campeonato Ecuatoriano | LDU de Quito | Ecuador | 1999 |
| Campeonato Ecuatoriano | LDU de Quito | Ecuador | 2003 |
| Torneo Apertura        | LDU de Quito | Ecuador | 2005 |